# Dinamo Jegward
Dinamo Jegward (orm. „Դինամո“ Ֆուտբոլային Ակումբ Եղվարդ, "Dinamo" Futbolajin Akumby Jegward) – ormiański klub piłkarski z siedzibą w mieście Jegward.

## Historia
Chronologia nazw:
- 1990–1992: Zorawan Jegward (orm. «Զորավան» Եղվարդ)
- 1993–1996: FC Jegward (orm. «Եղվարդ» ՖԱ)
- 2002–1997: Dinamo Jegward (orm. «Արաբկիր» Եղվարդ)

Klub Piłkarski Zorawan Jegward został założony w 1990 roku. Ostatnie dwa sezony Mistrzostw ZSRR (1990-1991) grał w Drugiej Niższej Lidze.
Po uzyskaniu przez Armenię niepodległości w 1992 debiutował w najwyższej lidze Armenii, w której zajął 18. miejsce i spadł do Aradżin chumb. W 1993 zmienił nazwę na FC Jegward. W 1995/96 zajął 12. miejsce w Aradżin chumb, ale w następnym sezonie nie przystąpił do rozgrywek i został rozwiązany.
Dopiero w 2002 został odrodzony jako Dinamo Jegward i startował w Aradżin chumb. Jednak zajął końcowe przedostatnie 14. miejsce i został ponownie rozwiązany.

## Sukcesy
- Druga Niższa Liga ZSRR, strefa 2: 10. miejsce (1990)
- Mistrzostwo Armenii: 18. miejsce (1992)
- Puchar Armenii: 1/16 finału (1992)